# 滑車神経
滑車神経（かっしゃしんけい、英語: trochlear nerve）は12対ある脳神経の一つであり、第IV脳神経と呼ばれる。上斜筋の運動を行う。上斜筋は目を外方（耳側）や下向きに動かす。

## 滑車神経の走行
滑車神経の核は中脳下丘の高さで、中脳水道灰白質の腹側に存在する。正中近くにある運動核である。
滑車神経核からでた神経線維は中脳で交差し、下丘の下から脳幹背側を出て、その後中脳の周りを、小脳テント内側縁に沿って前方へ向かう。海綿静脈洞外側壁内では動眼神経の下、三叉神経第1枝（眼神経）の上を走行する。最後は上眼窩裂を通り、眼窩内へ入る。